# 和氣健二郎
和氣 健二郎（わけ けんじろう、1932年〈昭和7年〉 - 2024年〈令和6年〉10月21日）は、日本の医学者。専門は組織学。東京医科歯科大学名誉教授。日本人として初めてヨーロッパ肝臓学会International Recognition Awardを受賞した。位階勲等は正四位瑞宝中綬章。

## 経歴
1952年（昭和27年）大阪府立大手前高等学校を卒業。1958年（昭和33年）大阪市立大学医学部を卒業。大阪市立大学大学院医学研究科へ進学後、第一解剖学の鈴木清教授に師事し、1963年（昭和38年）に大阪市立大学で医学博士の学位を取得した。
卒業後は、母校である大阪市立大学解剖学助教授を経て、1976年（昭和51年）より東京医科歯科大学医学部解剖学教授。1998年（平成10年）定年退官、東京医科歯科大学名誉教授。大阪市立大学大学院医学研究科第一解剖学客員教授、ミノファーゲン製薬顧問なども務めた。
2012年（平成24年）春の叙勲で、瑞宝中綬章を受章した。2017年（平成29年）9月29日には大阪市立大学名誉博士の称号を授与された。
2024年（令和6年）10月21日、死去。死没日付で、正四位に叙された。

## 受賞・栄典
- 2012年（平成24年）4月29日 - 瑞宝中綬章[3][11]
- 2017年（平成29年） - ヨーロッパ肝臓学会International Recognition Award 同賞の受賞は、アジア、日本人、基礎研究者として初めての受賞であった。
- Erwin-Stein賞
- 日本電子顕微鏡学会賞[7]
- 2024年（令和6年）10月21日 - 正四位[2]

## 研究内容・業績
- 専門は組織学[7]。肝臓の星細胞に関する研究業績が評価されている。

## 著書
- 『人体器官の構造と機能』講談社 1982年
- 『細胞と組織の地図帳』講談社 2003年